# Aristida pansa
Aristida pansa är en gräsart som beskrevs av Elmer Ottis Wooton och Stand. Aristida pansa ingår i släktet Aristida och familjen gräs. Inga underarter finns listade i Catalogue of Life.